# Vomitorial Corpulence
Vomitorial Corpulence var ett kristet grindcore-band från Melbourne i Australien. Bandet bildades någonstans mellan åren 1992-1993 av de dåvarande medlemmarna: Paul Green, Mark Hamilton och Alexander O'Neill och har fått betydelse för att, om inte annat enligt hemsidan www.thecirclepit.com, vara ett av de tidigaste kristna grindcore-banden att släppa en egen skiva i genren.
Efter ett antal medlemsskiften, tillfälliga pauser och år som verksamt band lades Vomitorial Corpulence officiellt ner 2008 till följd av att kvarvarande medlemmar valt att gå skilda vägar.Under sin verksamma tid hann gruppen släppa två studioalbum: Karrionic Hacktician (1995) och Skin Stripper (1998), men också en EP: Pathetic Prolification (1997) och en split vid namnet Skin Decomposition (2007).

## Medlemmar
- Paul Green - Sång, Gitarr (1992-1999, 2001-2003, 2006-2008)

- Mark Hamilton - Bas (1993-1999, 2006-2008)

- Chris Valentine - Trummor (1995-1999, 2006-2008)

- Joshua Kellerman - Sång (2001-2003)

- Ziggy Peters - Sång (2001-2003)

- Maria Green - Bas (2001-2003)

- Alexander O'Neill - Trummor (1993-1995)

[Uppgifter hämtade från Christian Metal Wiki.]

## Diskografi

### Studioalbum
- 1995-Karrionic Hacktician

- 1998-Skin Stripper

### EP
- 1997-Pathetic Prolification

### Split-album
- 2007-Skin Decomposition